# Уотерхаус, Траволта
Траволта Папарино Уотерхаус (англ. Travolta Paparino Waterhouse, род. 19 сентября 1978, Тауфуси) — самоанский дзюдоист. Участник летних Олимпийских игр 2000 года, бронзовый призёр Южнотихоокеанских игр 2003 года.

## Биография
Траволта Уотерхаус родился 19 сентября 1978 года в самоанской деревне Тауфуси.
В 2000 году вошёл в состав сборной Самоа на летних Олимпийских играх в Сиднее. Выступал в весовой категории до 73 кг. Во втором раунде группового этапа на второй минуте поединка проиграл ваза-ари будущему серебряному призёру Джузеппе Маддалони из Италии. В утешительном раунде на второй минуте поединка проиграл иппоном Хассену Муссе из Туниса и выбыл из борьбы.
В 2003 году завоевал бронзовую медаль на Южнотихоокеанских играх в Суве в весовой категории до 73 кг.
Дважды участвовал в чемпионатах мира и оба раза выбыл в 1/32 финала: в 1999 году в Бирмингеме проиграл Педро Мехия из Гватемалы, в 2001 году в Мюнхене — Гедрюсу Каравацкасу из Литвы.
В 2010 году выступал на Кубке мира в Апиа и выбыл в первом раунде, проиграв в 1/8 финала Антуану Валуа-Фортье из Канады.

## Семья
Младший брат Бенджамин Уотерхаус (род. 1985) — дзюдоист, выступает за Американское Самоа. В 2016 году участвовал в летних Олимпийских играх в Рио-де-Жанейро.